# 페로 제도 여자 축구 국가대표팀

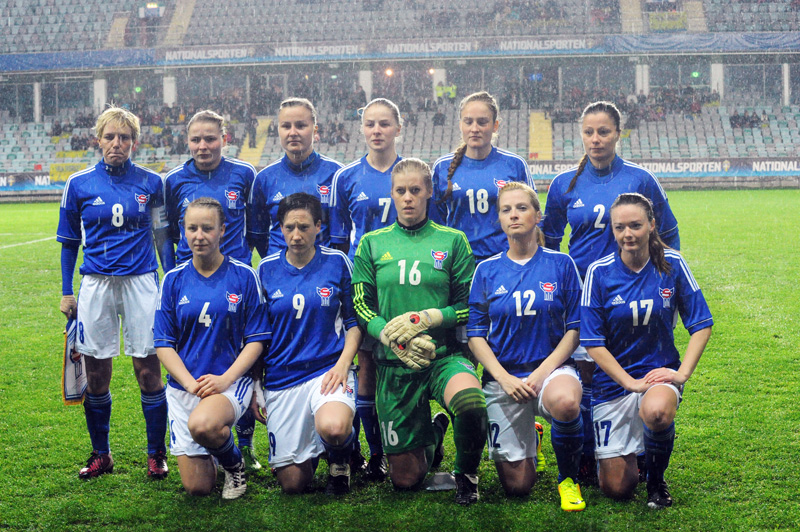
2013년 당시 페로 제도 여자 축구 국가대표팀

페로 제도 여자 축구 국가대표팀은 페로 제도를 대표하는 여자 축구 대표팀으로 페로 제도 축구 협회에서 관리한다. 남자대표팀과 더불어 유럽 여자 축구 변방국 중의 하나로 1995년 9월 24일 아일랜드와의 국제 경기 데뷔전에서 0-2로 패했으며 FIFA 여자 월드컵과 UEFA 유럽 여자 축구 선수권 대회, 하계 올림픽 본선 출전 기록 모두 전무하다.

## 국제 대회 경력

### FIFA 여자 월드컵
2015년 FIFA 여자 월드컵 유럽 지역 예선을 통해 처음으로 월드컵 예선에 출전하여 2015년 지역 예선에서는 2승 3무 8패·승점 9점을 챙겼고 2019년 FIFA 여자 월드컵 유럽 지역 예선에서도 3승 8패를 기록하며 2회 연속 승점 9점을 챙겼다.

### UEFA 유럽 여자 축구 선수권 대회
UEFA 여자 유로 1997 예선을 시작으로 5번의 여자 유로 대회 예선에 출전하여 이 중 2017년 대회 예선 예비라운드에서 2승 1패의 나쁘지 않은 성적을 거두었지만 조지아와의 상대 전적에서 밀리며 조별 예선 진출에 실패했다.

### 아일랜드 게임
아일랜드 게임에는 3번 출전하여 3번의 대회(2001, 2003, 2005)에서 모두 금메달을 거머쥐었지만 2007년 대회부터 현재까지 단 한번도 출전하지 않았다.

### 알가르브컵
알가르브컵에는 2010년 대회에 유일하게 출전했지만 그나마도 이 대회에서 4전 전패의 처참한 성적으로 대회 12팀 중 최하위에 머무르며 세계 축구 변방에서 여전히 벗어나지 못하는 모습을 보였다.

### 여자 발틱컵
여자 발틱컵에는 2번 참가하여 2016년 대회에서 우승을 차지했고 2021년 대회에서는 준우승을 차지하면서 현재까지도 페로 제도 여자 대표팀이 아일랜드 게임과 더불어 가장 좋은 성적을 거두는 국제 대회로 기록되어 있다.

## 성적

### FIFA 여자 월드컵
- 1991년 ~ 2011년: 불참
- 2015년: 예선 탈락
- 2019년: 예선 탈락

### 올림픽 축구
- 1996년 ~ 2012년: 불참

### UEFA 유럽 여자 축구 선수권 대회
- 1984년: 불참
- 1987년: 불참
- 1989년: 불참
- 1991년: 불참
- 1993년: 불참
- 1995년: 불참
- 1997년: 예선 탈락
- 2001년: 불참
- 2005년: 불참
- 2009년: 예선 탈락
- 2013년: 예선 탈락

## 같이 보기
- 페로 제도 축구 국가대표팀